# Artena
Artena (лат.) — род бабочек из семейства Erebidae.

## Описание
Глубокая перевязь на задних крыльев является изогнутой по направлению наружу на всём своём протяжении, красная кайма по их краю отсутствует. Крылья снизу и брюшко коричневого цвета. Срединное поле передних крыльев скошено к заднему углу. Подкраевая линия идёт параллельно краю. Крыловые выступы тергитов резко сужены к вершине, изогнуты.